# KGM・ムッソ EV
ムッソ EV (MUSSO EV)は、韓国のKGモビリティが製造・販売しているEVピックアップである。

## 歴史

### 初代（O100、2025年 - ）
- 2025年2月14日、エクステリアが公開された[1]。
- 同年3月5日、韓国にて正式発表[2]。かつて販売されたSUV「ムッソ」の名をピックアップトラックの社内ブランドとして復活させるとともに、ムッソ EVはその先陣を切ることとなった。尚、「レクストンスポーツ」「レクストンスポーツ カーン」は「ムッソ」ブランドの立ち上げを機にそれぞれ「ムッソスポーツ」「ムッソ カーン」へと車名を変更し、ムッソのラインに合流している。

サイズ的にはベースとなったトーレス/トーレス EVXの全長およびホイールベースを引き延ばしたことで、大幅にサイズアップされている。荷台は最大500㎏まで積載可能である。
車名にEVの文字があることからもわかる通り、ガソリンエンジンの設定はなく、基本コンポーネントにトーレス EVXのものを流用した電気自動車のみの設定である。また、駆動方式についてもトーレス同様、FFならびにFFベースの4WDを採用する。
心臓部には152.2kWの全輪駆動モーターを搭載し、EVバッテリーにはBYD製の80.6kWhリチウムリン酸鉄ブレードバッテリーが採用され、80.6kWh容量で1回の充電距離は約400kmを確保した。
外観はKGモビリティのデザイン哲学「Powered by Toughness」を基に、ピックアップ特有の強靭なデザインを採用。
大型ワイドフェンダーなどを採用することで力強さを増幅させる一方で、インテリアには12.3インチのワイドディスプレイを備えることで先進性も持ち合わせている点はベース車と同様である。
尚、2代目アクティオン（J120）はトーレスとともにプラットフォームを共用する兄弟車である。

## 車名の由来
雙龍・ムッソーの項を参照。